# Analcim
Analcim ist ein häufig vorkommendes Mineral aus der Mineralklasse der „Silikate und Germanate“ mit der chemischen Zusammensetzung Na[AlSi2O6]·H2O und ist damit chemisch gesehen ein wasserhaltiges Natrium-Alumosilikat. Strukturell gehört Analcim zu den Gerüstsilikaten.
Die topologische Symmetrie von Analcim ist kubisch, allerdings sind mehrere Modifikationen mit verschiedenen Kristallsystemen bekannt (siehe Kristallstruktur), wobei diese Polymorphe keine eigenständigen Mineralarten darstellen. Idiomorpher Analcim ist in seiner Kristallform dem Leucit sehr ähnlich, das heißt, er entwickelt meist perfekt ikositetraederförmige Kristalle mit einem glasähnlichen Glanz auf den Oberflächen. Analcim kommt aber auch in Form körniger bis massiger Mineral-Aggregate vor.
In reiner Form ist Analcim durchsichtig farblos. Durch vielfache Lichtbrechung aufgrund von Gitterbaufehlern oder polykristalliner Ausbildung kann er aber auch weiß erscheinen und durch Fremdbeimengungen eine rötliche oder gelbliche Farbe annehmen. Seine Strichfarbe ist dagegen immer weiß.
Mit einer Mohshärte von 5 bis 5,5 gehört Analcim wie die Referenzminerale Apatit oder Mangan zu den mittelharten Mineralen, die sich mit einem Messer gerade noch bzw. mit einer Stahlfeile gut ritzen lassen.

## Etymologie und Geschichte
Das Wort Analcim leitet sich aus altgriechisch ἀνάλκις análkis, deutsch ‚schwach, kraftlos‘, ab und deutet auf die schwache elektrostatische Aufladbarkeit bei Reibung dieses Materials hin.
Erstmals gefunden wurde Analcim auf den Zyklopeninseln vor der Ostküste Siziliens in Italien und beschrieben 1784 durch Déodat Gratet de Dolomieu. Seinen bis heute gültigen Namen erhielt das Mineral allerdings erst 1797 durch René-Just Haüy.

## Klassifikation
Bereits in der veralteten 8. Auflage der Mineralsystematik nach Strunz gehörte der Analcim zur Mineralklasse der „Silikate und Germanate“ und dort zur Abteilung der „Gerüstsilikate (Tektosilikate)“, wo er zusammen mit Leucit die „Analcim-Leucit-Gruppe“ mit der System-Nr. VIII/F.02 und den weiteren Mitgliedern Hsianghualith, Pollucit, dem 1997 diskreditierten Viséit und Wairakit bildete.
Im Lapis-Mineralienverzeichnis nach Stefan Weiß, das sich aus Rücksicht auf private Sammler und institutionelle Sammlungen noch nach dieser alten Form der Systematik von Karl Hugo Strunz richtet, erhielt das Mineral die System- und Mineral-Nr. VIII/J.27-10. In der „Lapis-Systematik“ entspricht dies ebenfalls der Abteilung „Gerüstsilikate“. Analcim bildet hier zusammen mit Faujasit-Ca, Faujasit-Mg, Faujasit-Na, Kirchhoffit, Paulingit-Ca, Paulingit-K, Paulingit-Na, Pollucit und Wairakit die zweite Gruppe der „Würfelzeolithe“ (VIII/J.27) innerhalb der von VIII/J.21 bis VIII/J.27 reichenden Zeolithgruppe (Stand 2018).
Die seit 2001 gültige und von der International Mineralogical Association (IMA) zuletzt 2009 aktualisierte 9. Auflage der Strunz’schen Mineralsystematik ordnet den Analcim in die bereits feiner unterteilte Abteilung der „Gerüstsilikate (Tektosilikate) mit zeolithischem H2O; Familie der Zeolithe“ ein. Diese ist zudem weiter unterteilt nach der Struktur der Gerüste, so dass das Mineral entsprechend seinem Aufbau in der Unterabteilung „Ketten von einfach verbundenen Vierer-Ringen“ zu finden ist, wo es als Namensgeber die „Analcimgruppe“ mit der System-Nr. 9.GB.05 und den weiteren Mitgliedern Ammonioleucit, Hsianghualith, Leucit, Lithosit, Pollucit und Wairakit bildet.
Auch die vorwiegend im englischen Sprachraum gebräuchliche Systematik der Minerale nach Dana ordnet den Analcim in die Klasse der „Silikate und Germanate“ und dort in die Abteilung der „Gerüstsilikate: Zeolith-Gruppe“ ein. Hier ist er zusammen mit Hsianghualith, Laumontit, Pollucit und Wairakit in der Gruppe „Analcim und verwandte Arten“ mit der System-Nr. 77.01.01 innerhalb der Unterabteilung der „Echten Zeolithe“ zu finden.

## Chemismus
Die chemische Zusammensetzung von Analcim ist überwiegend stoffrein, das heißt, bisher sind nur wenige Substitutionen bekannt. Gelegentlich kann bis zu 5,5 % Natrium (Na) durch Kalium (K) ersetzt sein. Auch geringe Beimengungen an Calcium (Ca) und Magnesium (Mg) wurden beobachtet. Analcim kann bis zu 8,2 % H2O enthalten.

## Kristallstruktur
Analcim bildet unterschiedliche Polymorphe aus, die allerdings topologisch identisch sind und sich nur im Grad der Anordnung der Aluminium- und Siliciumionen, allerdings mit absinkender Symmetrie:
- Analcim-1C kristallisiert kubisch in der Raumgruppe Ia3d (Raumgruppen-Nr. 230) mit dem Gitterparameter a = 13,73 Å sowie 16 Formeleinheiten pro Elementarzelle.[3]
- Analcim-1Q kristallisiert tetragonal in der Raumgruppe I41/acd (Nr. 142) mit den Gitterparametern a = 13,72 Å und c = 13,73 Å sowie 16 Formeleinheiten pro Elementarzelle.[3]
- Analcim-1O kristallisiert orthorhombisch in der Raumgruppe Ibca (Nr. 73) mit den Gitterparametern a = 13,73 Å; b = 13,71 Å und c = 13,74 Å sowie 16 Formeleinheiten pro Elementarzelle.[3]
- Analcim-1M kristallisiert monoklin in der Raumgruppe I2/a (Nr. 15, Stellung 7) mit den Gitterparametern a = 13,69 Å; b = 13,68 Å; c = 13,67 Å und β = 90,4° sowie 16 Formeleinheiten pro Elementarzelle.[3]

Die Kristallstruktur ist dem Leucit sehr ähnlich und besteht aus [SiO4]- und [AlO4]-Tetraedern mit 6-, 8- und 12-zähligen Ringen, die parallel zu den 3-zähligen Achsen Kanäle bilden. In diesen, sich nicht überschneidenden Kanälen, befindet sich das Kristallwasser sowie die Natriumionen (Na+). Na+ kann allerdings zum Teil durch Kalium- (K+) oder Calciumionen (Ca2+) ersetzt (substituiert) sein, wobei letzteres einen Valenzausgleich von Si4+ durch Al3+ bedingt.

## Eigenschaften
Durch Erhitzen ist das in Analcimstruktur enthaltene Kristallwasser leicht auszutreiben, wobei die Kristalle trübe werden. In Salzsäure (HCl) lässt sich Analcim vollkommen auflösen.

## Bildung und Fundorte

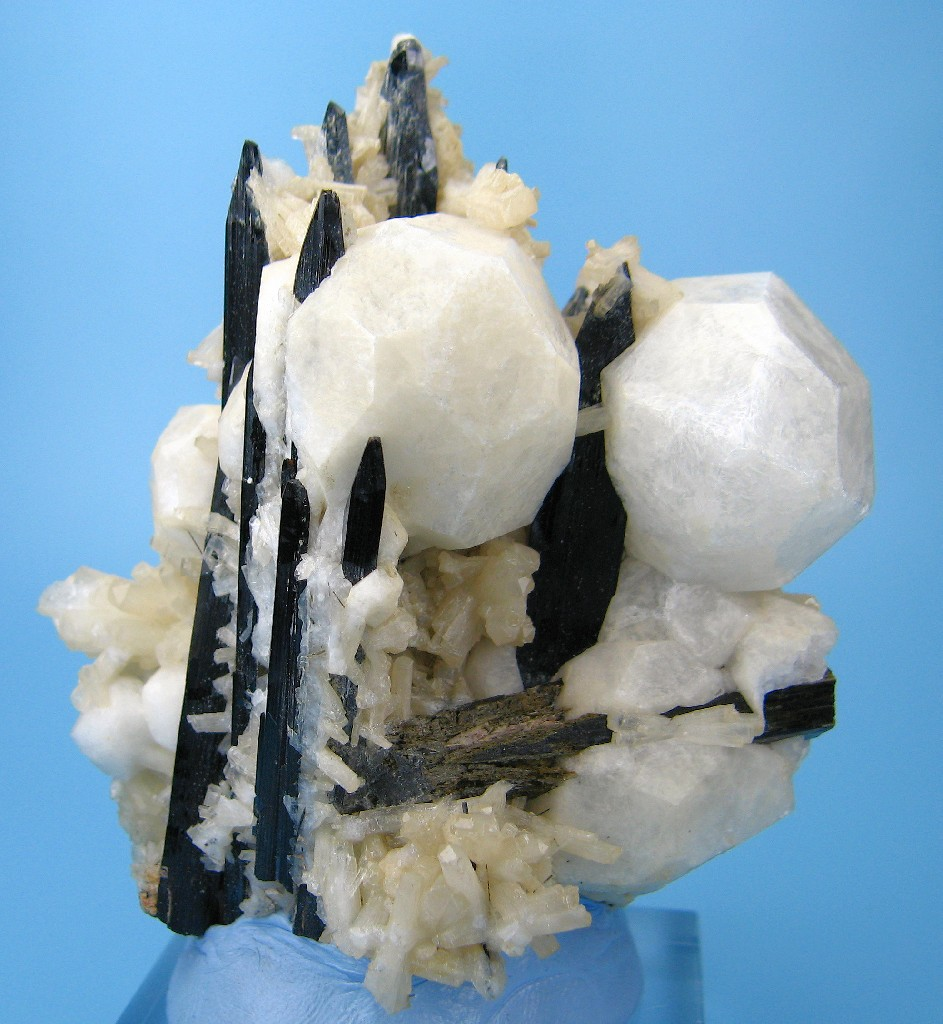
Analcim (weiße Ikositetraeder), Aegirin (schwarz) und Natrolith (kleine gelblich-weiße Kristalle) vom Mont Saint-Hilaire, Québec, Kanada

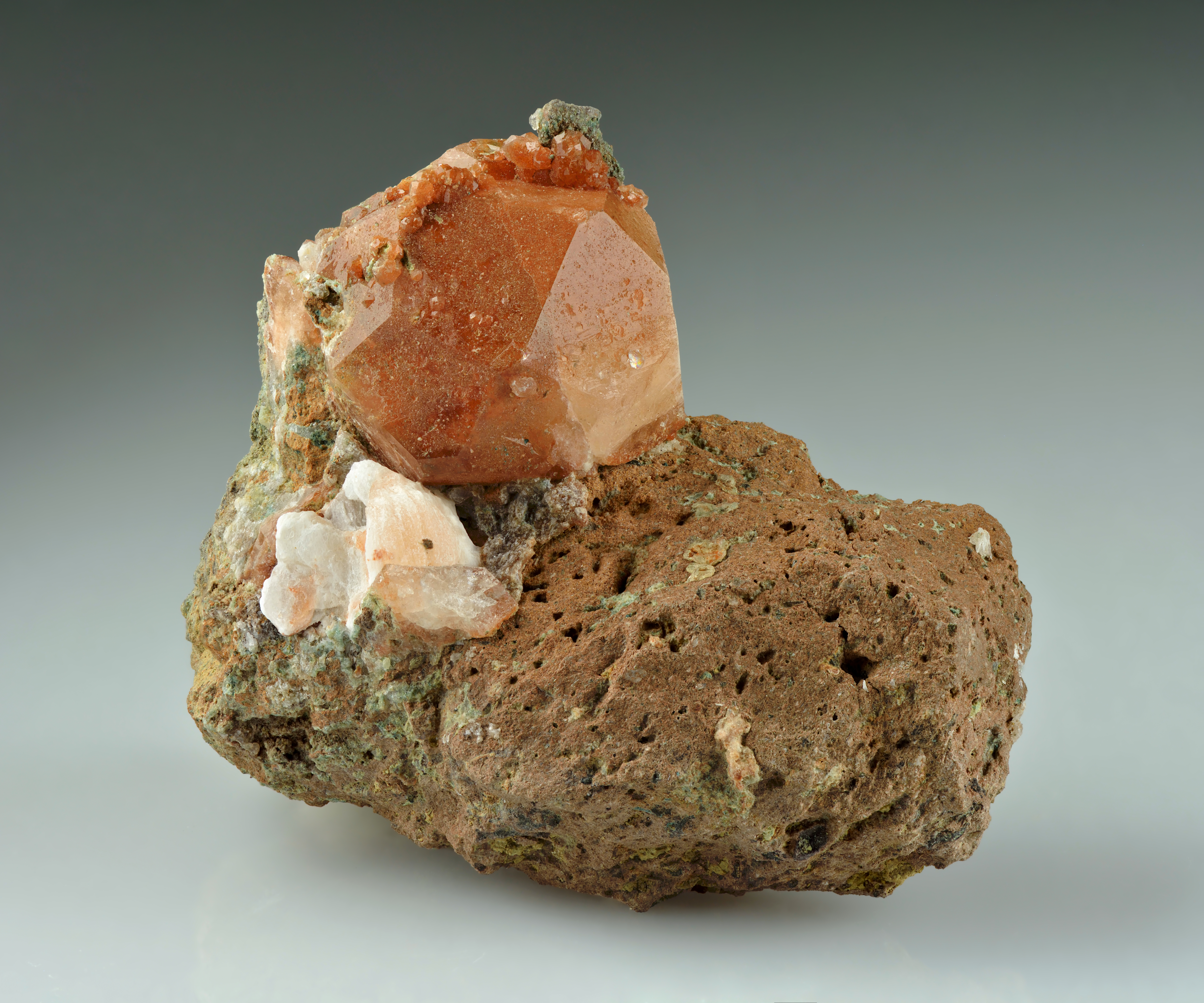
Rötliche Analcim-Kristalle bis 1,8 cm Größe auf Matrix vom Berg Kahwan bei Semnan, Iran (Gesamtgröße: 4,0 cm × 3,0 cm × 2,0 cm)

Analcim bildet sich hauptsächlich in Hohlräumen von intermediären und basischen Plutoniten und Vulkaniten sowie als pseudomorphes Umwandlungsprodukt von Leucit. Ferner kann Analcim auch direkt aus einer alkalireichen Schmelze auskristallisieren. Begleitminerale sind neben anderen Zeolithen unter anderem noch Calcit, Glaukonit, Prehnit und Quarz.
Als häufige Mineralbildung ist Analcim an vielen Fundorten anzutreffen, wobei bisher rund 1700 Fundorte (Stand: 2017) bekannt sind. Neben seiner Typlokalität auf den Zyklopeninseln fand sich das Mineral in Italien noch an mehreren Orten der Regionen Kampanien, Emilia-Romagna, Latium, Ligurien, Piemont, Sardinien, Trentino-Südtirol, Toskana und Venetien sowie bei Tiriolo in Kalabrien; Lesina in Apulien; Palagonia auf Sizilien und Orvieto in Umbrien.
Erwähnenswert aufgrund außergewöhnlicher Analcimfunde ist unter anderem auch die Nidym, ein Nebenfluss der Unteren Tunguska in Russland, wo gut ausgebildete Kristalle von bis zu 30 cm Größe gefunden wurden.
In Deutschland wurde Analcim unter anderem im Schwarzwald, am Höwenegg, bei Oberbergen und Neckarelz in Baden-Württemberg; an mehreren Orten im Frankenland und der Oberpfalz sowie bei Bad Hindelang in Bayern; an vielen Orten des Odenwaldes von Baden-Württemberg bis Hessen; bei Dillenburg, Rupsroth, Allendorf (Greifenstein), Wehrda (Marburg) und Vogelsberg in Hessen; bei Alfeld (Leine), Lehre, Adelebsen, Peine und im Harz in Niedersachsen; im Sauerland und im Siebengebirge in Nordrhein-Westfalen; viele Orte in der Eifel sowie im Westerwald, bei Niederkirchen und Wolfstein in Rheinland-Pfalz; bei Hammerunterwiesenthal im sächsischen Erzgebirge und Eckernförde in Schleswig-Holstein; Schnellbach/Floh-Seligenthal in Thüringen gefunden.
In Österreich trat das Mineral vor allem in den Regionen Burgenland, Kärnten und Steiermark und bei Persenbeug-Gottsdorf in Niederösterreich auf.
In der Schweiz konnte Analcim bisher bei Tinizong-Rona im Kanton Graubünden und am Gornergletscher bei Zermatt im Kanton Wallis gefunden werden.
Weitere Fundorte liegen unter anderem in Algerien, Angola, die Antarktis, Argentinien, Armenien, Aserbaidschan, Australien, Belgien, Bolivien, Brasilien, Bulgarien, Chile, China, Costa Rica, Dänemark, Ecuador, Fidschi, Finnland, Frankreich, Französisch-Polynesien und die französischen Kerguelen, Griechenland, Grönland, Guam, Guatemala, Guinea, Indien, Island, Israel, Japan, Kanada, Kasachstan, Kirgisistan, Kuba, Libyen, Madagaskar, Marokko, Mexiko, Namibia, Neuseeland, Norwegen, Papua-Neuguinea, Paraguay, Peru, Polen, Portugal, Réunion, Rumänien, weitere Orte in Russland, Schweden, Serbien, Slowakei, Spanien, Südafrika, Südkorea, Tadschikistan, Tschechien, die Türkei, Uganda, die Ukraine, Ungarn, das Vereinigte Königreich (Großbritannien), die Vereinigten Staaten von Amerika (USA) und Zypern.
Auch in Gesteinsproben vom Mittelatlantischen Rücken und Zentralindischen Rücken konnte Analcim nachgewiesen werden.